# Metatrichia stevensoni
Metatrichia stevensoni är en tvåvingeart som först beskrevs av Mario Bezzi 1925.  Metatrichia stevensoni ingår i släktet Metatrichia och familjen fönsterflugor. Inga underarter finns listade i Catalogue of Life.